# Ильм (приток Зале)
Ильм (нем. Ilm) — река в Германии, протекает по земле Тюрингия. Левый приток Зале. Длина реки 121 км. Площадь бассейна реки составляет 1043 км². Расход воды — более 5,9 м³/с.
Берёт начало на северо-восточных склонах Тюрингского Леса к востоку от горы Гросер-Берберг. Течёт в северо-восточном направлении через города Ильменау, Веймар и Апольда. Впадает в Зале слева у городка Реэхаузен.
У Апольды имеет ширину 13 метров при глубине 1 метр. Скорость течения у Бад-Берка — 0,2 м/с, у Кранихфельда — 0,6 м/с, в верховьях (у Грефинау-Аншедта) — 1 м/с.
Основные притоки — Эмзенбах (лв, длина — 12,9 км), Херресенер-Бах (пр, длина — 14,6 км), Магдель (пр, длина — 17 км), Тонндорфбах (лв, длина — 11,8 км), Шварца (пр, длина — 13,7 км).